# Австрия на зимних Олимпийских играх 1956
Австрия принимала участие в Зимних Олимпийских играх 1956 года в Кортина-д’Ампеццо (Италия) в седьмой раз за свою историю, и завоевала три серебряные, четыре золотые и четыре бронзовые медали. Сборная страны состояла из 60 спортсменов (50 мужчин, 10 женщин). Сборная Австрии завоевала второе командное место после дебютировавшей на первом месте сборной СССР.
| Австрия на олимпиаде 1956 года в Кортина-д’Ампеццо | Австрия на олимпиаде 1956 года в Кортина-д’Ампеццо | Австрия на олимпиаде 1956 года в Кортина-д’Ампеццо | Австрия на олимпиаде 1956 года в Кортина-д’Ампеццо | Австрия на олимпиаде 1956 года в Кортина-д’Ампеццо |
| Медали                                             | Спортсмены                                         | Вид спорта                                         | Дисциплина                                         |                                                    |
| -------------------------------------------------- | -------------------------------------------------- | -------------------------------------------------- | -------------------------------------------------- | -------------------------------------------------- |
| Золото                                             | Тони Зайлер                                        | Горнолыжный спорт                                  | Скоростной спуск, мужчины                          |                                                    |
| Золото                                             | Тони Зайлер                                        | Горнолыжный спорт                                  | Гигантский слалом, мужчины                         |                                                    |
| Золото                                             | Тони Зайлер                                        | Горнолыжный спорт                                  | Слалом, мужчины                                    |                                                    |
| Золото                                             | Элизабет Шварц Курт Оппельт                        | Фигурное катание                                   | пары                                               |                                                    |
| Серебро                                            | Путци Франдль                                      | Горнолыжный спорт                                  | Гигантский слалом, женщины                         |                                                    |
| Серебро                                            | Андреас Мольтерер                                  | Горнолыжный спорт                                  | Гигантский слалом, мужчины                         |                                                    |
| Серебро                                            | Регина Шёпф                                        | Горнолыжный спорт                                  | Слалом, женщины                                    |                                                    |
| Бронза                                             | Доротея Хохляйтнер                                 | Горнолыжный спорт                                  | Гигантский слалом, женщины                         |                                                    |
| Бронза                                             | Андреас Мольтерер                                  | Горнолыжный спорт                                  | Скоростной спуск, мужчины                          |                                                    |
| Бронза                                             | Вальтер Шустер                                     | Горнолыжный спорт                                  | Гигантский слалом, мужчины                         |                                                    |
| Бронза                                             | Ингрид Вендль                                      | Фигурное катание                                   | женщины                                            |                                                    |

## Состав и результаты олимпийской сборной Австрии

### Бобслей
Спортсменов — 9
Мужчины
| Соревнование | Спортсмены                                              | 1 заезд   | 1 заезд | 2 заезд   | 2 заезд | 3 заезд   | 3 заезд | 4 заезд   | 4 заезд | Итоговый результат | Итоговое место |
| Соревнование | Спортсмены                                              | Результат | Место   | Результат | Место   | Результат | Место   | Результат | Место   | Итоговый результат | Итоговое место |
| ------------ | ------------------------------------------------------- | --------- | ------- | --------- | ------- | --------- | ------- | --------- | ------- | ------------------ | -------------- |
| Двойки       | Пол Асте Хайнрих Иссер                                  | 1:26,32   | 12      | 1:25,82   | 12      | 1:26,61   | 15      | 1:25,22   | 7       | 5:43,97            | 12             |
| Двойки       | Карл Вагнер Адольф Тонн                                 | 1:26,15   | 11      | 1:27,06   | 20      | 1:26,73   | 16      | 1:26,35   | 14      | 5:46,29            | 15             |
| Четвёрки     | Курт Лозерт Вильфрид Турнер Карл Шварцбёк Франц Доминик | 1:19,37   | 10      | 1:19,12   | 9       | 1:20,08   | 9       | 1:19,72   | 5       | 5:19,29            | 7              |
| Четвёрки     | Карл Вагнер Фриц Рурш Адольф Тонн Хайнрих Иссер         | 1:19,60   | 11      | 1:20,74   | 17      | 1:19,98   | 8       | 1:20,30   | 8       | 5:20,62            | 10             |